# Sevrey
Sevrey ist eine französische Gemeinde mit 1.208 Einwohnern (Stand: 1. Januar 2022) im Département Saône-et-Loire in der Region Bourgogne-Franche-Comté. Sie gehört zum Arrondissement Chalon-sur-Saône und zum Kanton Saint-Rémy.
Die Gemeinde erhielt 2022 die Auszeichnung „Eine Blume“, die vom Conseil national des villes et villages fleuris (CNVVF) im Rahmen des jährlichen Wettbewerbs der blumengeschmückten Städte und Dörfer verliehen wird.

## Geografie
Sevrey liegt etwa fünf Kilometer südsüdwestlich von Chalon-sur-Saône. Umgeben wird Sevrey von den Nachbargemeinden Saint-Rémy im Norden, Lux im Norden und Osten, Saint-Loup-de-Varennes im Süden und Südosten sowie La Charmée im Westen und Südwesten.
Die Autoroute A6 durchteilt die Gemeinde.

## Bevölkerungsentwicklung
| Jahr                       | 1962 | 1968 | 1975 | 1982 | 1990 | 1999 | 2006 | 2013 | 2020 |
| Einwohner                  | 412  | 455  | 1122 | 1302 | 1096 | 1241 | 1446 | 1385 | 1263 |
| Quellen: Cassini und INSEE |      |      |      |      |      |      |      |      |      |

## Sehenswürdigkeiten
- Kirche Saint-Louis, Neubau aus dem Jahre 1862

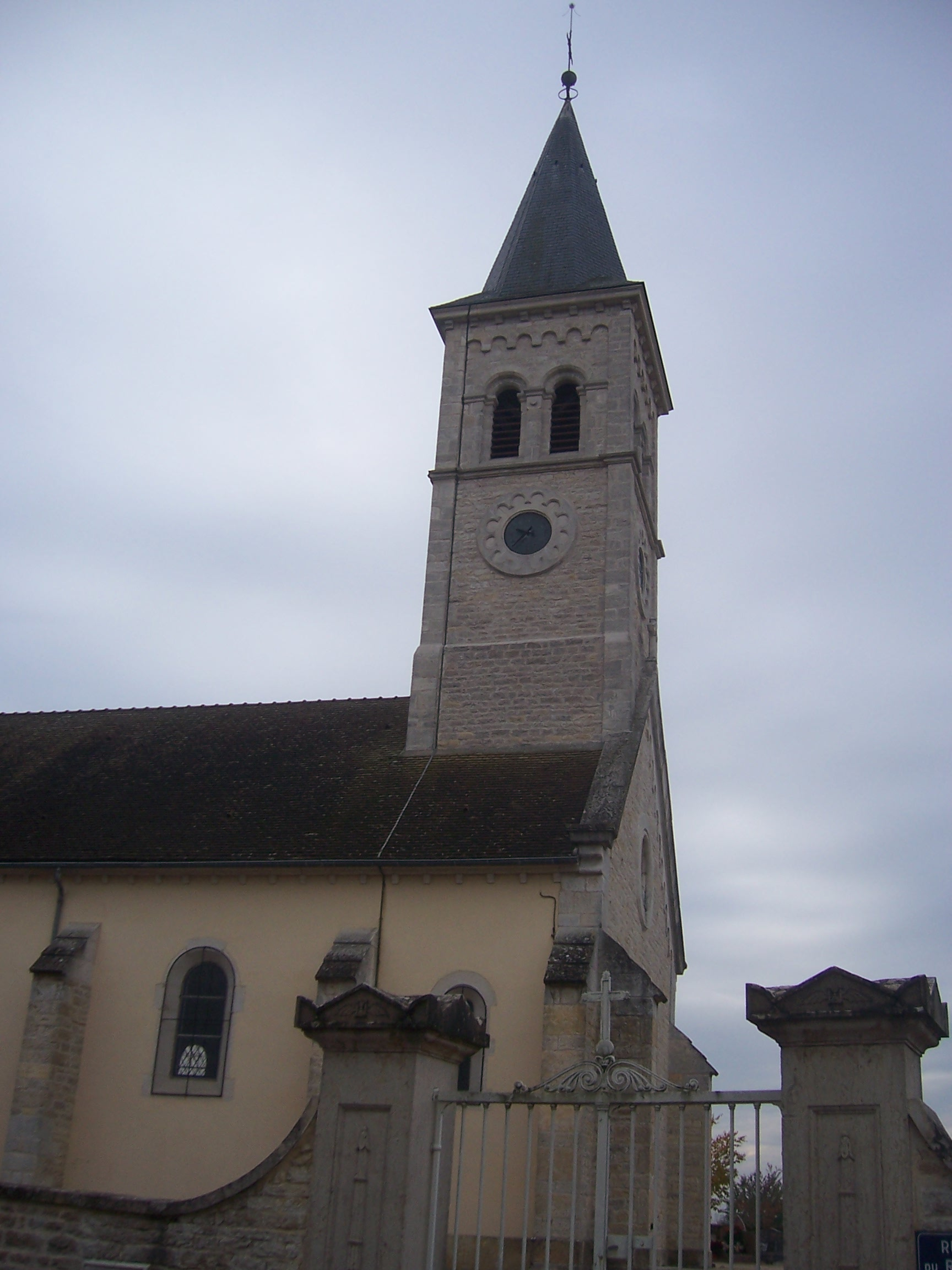
Kirche Saint-Louis